# 张敬武
张敬武（？—2014年5月8日），湖北荆门人，中华人民共和国新闻工作者。
曾任深圳《晶报》编委，后担任深圳报业发行物流公司总经理。2014年5月8日凌晨，因抑郁症自杀身亡。